# Хотмирово
Хотми́рово — деревня в Калининском районе Тверской области. Относится к Каблуковскому сельскому поселению. До 2006 года входила в состав Рождественского сельского округа.
Расположена в 44 км к востоку от Твери, на автодороге «Рождествено—Быково». Деревня со всех сторон окружена лесами, в 2 км к северу — озеро Песочное.
В 1997 году в деревне было 11 хозяйств, 15 жителей.